# Грабарь, Константин Леонтинович
Константин Леонтинович Грабарь (15 августа 1877, Ужгород, Королевство Венгрия, Австро-Венгрия — 21 декабря 1938, Ужгород, Чехословакия) — политический, общественный и государственный деятель Подкарпатской Руси. Третий и последний губернатор Подкарпатской Руси. (20 мая 1935 — 9 октября 1938).

## Биография
Родился в Ужгороде в семье греко-католическим священника Леонтина Грабаря. Учился в начальной школе и гимназии в Ужгороде. После окончания гимназии в течение двух лет учился в духовной семинарии в Эстергоме. Богословское обучение завершил в Ужгороде. После рукоположения (1901 г.) работал помощником в церкви у своего тестя Михаила Бачинского в Великих Лучках. В 1908 году перешёл на службу в церковь в селе Дубровка, где священником был его отец. Впоследствии здесь же стал настоятелем.
В 1919 году, ещё во время венгерского правления, его избрали в Сойм Русской Крайны в Мукачеве. На первом и единственном заседании собрания в марте 1919 года, после выступления министра Русской Крайны Ореста Сабова, Константин Грабарь внёс предложение, чтобы Сойм выдвинул венгерскому правительству ультиматум по установлению границ Русской Крайны течение 8 дней. Венгерское правительство никакого ответа по этому поводу не дало, а представительный форум больше не собрался.
На основе решений Центральной Русинской Народной Рады в Ужгороде от 8 мая 1919 и Сен-Жерменского мирного договора от 10 сентября 1919 (статьи 10-13) Подкарпатская Русь вошла в состав новообразованной Чехословацкой республики.
Примерно с марта 1919 года, после прихода власти коммунистов в Венгрии, Константин Грабарь переходит на прочехословацкие позиции. Его избирают в состав правления Центральной Русской Народной Рады.
В 1921 году Константин Грабарь оставил священническую деятельность и переехал в Ужгород, где стал директором Подкарпатского банка. Банк был видной и влиятельной организацией, которая почти полностью контролировала промышленность города. Он имел свои филиалы в Мукачеве, Хусте, Рахове и Пряшеве.
С этого времени регулярно принимал активное участие в культурной, хозяйственной и политической жизни города и края, как член государственных и общественных организаций. Он был членом Кошицкой торговой и промышленной коморы (палаты), членом дирекции Общества кооператоров и т. д.
С 1925 года стал членом Аграрной партии — одной из правящих партий Чехословацкой республики. Жена Грабаря занималась благотворительной деятельностью, в частности она содержала столовую для бедных.
С 1 января 1928 года Грабарь являлся старостой Ужгорода. За период его управления городом он превращался из провинциального в европейского образца административный центр. Строился правительственный квартал на Галаге, начали работать аэропорт, водопровод и канализация. За время своего правления городом Грабарь отстоял право Ужгорода быть столицей Подкарпатской Руси.
Признавая заслуги и способности Константина Грабаря, президент Чехословацкой республики назначил его с 15 февраля 1935 года губернатором Подкарпатской Руси. Он поддерживал прочехословацкую ориентацию, что вызывало критику как со стороны украинофилов, так и русофилов. Деятельность губернатора Грабаря проходила в сложных политических условиях, но была достаточно активной. Уже в декабре 1935 года губернатор сообщил общественности края о намерениях нового президента Чехословацкой республики Эдуарда Бенеша осуществить первый этап автономии Подкарпатской Руси. 12 марта 1936 на совместном заседании украинская и русофильской Центральных Русских Народных Рад был одобрен меморандум о немедленном предоставлении автономии, который был передан на рассмотрение Бенешу. На встрече с президентом также поднимался вопрос созыва в кратчайшие сроки краевого представительного органа — Сойма. На совместном заседании обеих Народных Рад в августе 1936 года было принято решение разработать законопроект об автономном статусе Подкарпатской Руси.
В конце 1930-х годов политическое противостояние на Подкарпатский Руси, составляющей европейской политики, резко обострилось. В таких условиях Константину Грабарю не удалось удержаться у власти. На основании 60-й статьи Конституции Чехословацкой республики, 9 октября 1938 года он был отозван с должности губернатора Подкарпатской Руси. А вскоре, Константин Грабарь, как следует из письма, сохранившегося в архиве области «губернатор Подкарпатской Руси, обладатель „Великого креста“ I ст. ордена „Румынской Короны“ и пр. на 62 году своей жизни и в 38-м году священничества и супружества утром в 7.15 часов 21 декабря 1938 по причастии святых Таин больных, отдал свою бессмертную душу Создателю». Похоронили Константина Грабаря 23 декабря 1938 в селе Чертеж, недалеко от Ужгорода.